# Asplundia rhodea
Asplundia rhodea là một loài thực vật có hoa trong họ Cyclanthaceae. Loài này được R.E.Schult. ex Harling miêu tả khoa học đầu tiên năm 1958.